# 1959-es magyar atlétikai bajnokság
Az 1959-es magyar atlétikai bajnokság a 64. magyar bajnokság volt.

## Eredmények

### Férfiak
| Versenyszám                          | Arany                                                                                   | Arany     | Ezüst                                                               | Ezüst     | Bronz                                             | Bronz     |
| ------------------------------------ | --------------------------------------------------------------------------------------- | --------- | ------------------------------------------------------------------- | --------- | ------------------------------------------------- | --------- |
| 100 m                                | Kiss László Tatabányai Bányász                                                          | 10,5      | Csiszár István Győri ETO                                            | 10,8      | Tóth Béla Tatabányai Bányász                      | 10,9      |
| 200 m                                | Csutorás Csaba Bp. Honvéd                                                               | 21,3      | Kiss László Tatabányai Bányász                                      | 21,5      | Mihályfi Magyar Pamut                             | 21,8      |
| 400 m                                | Csutorás Csaba Bp. Honvéd                                                               | 47,1      | Korda-Kovács István Bp. Honvéd                                      | 47,1      | Majercsik Mihály Bp. Honvéd                       | 48,5      |
| 800 m                                | Szentgáli Lajos Újpesti Dózsa                                                           | 1:48,7    | Parsch Péter Vasas                                                  | 1:48,9    | Rózsavölgyi István Bp. Honvéd                     | 1:51,3    |
| 1500 m                               | Rózsavölgyi István Bp. Honvéd                                                           | 3:38,9    | Szekeres Béla MAFC                                                  | 3:45,6    | Kiss György Gy Dózsa                              | 3:47,6    |
| 5000 m                               | Kovács József MTK                                                                       | 13:47,6   | Szabó Miklós MAFC                                                   | 14:06,8   | Fazekas Miklós Diósgyőri VTK                      | 14:23,2   |
| 10 000 m                             | Iharos Sándor Bp. Honvéd                                                                | 29:31,8   | Szabó Miklós MAFC                                                   | 30:10,6   | Pintér János MAFC                                 | 30:44,4   |
| 4 × 100 m október 17–18.             | Csutorás János Kiss László Országh József Tóth Béla Tatabányai Bányász                  | 42,1      | Mihályfi Magyar Pamut                                               | 42,4      | Bp. Honvéd                                        | 42,9      |
| 4 × 200 m                            | Horváth Tibor Majercsik Mihály Kálmánfi Géza Korda-Kovács István Bp. Honvéd             | 1:28,5    | Bp. Honvéd B                                                        | 1:31,3    | Győri ETO                                         | 1:32,2    |
| 4 × 400 m                            | Oravecz Zoltán Kálmánfi Géza Majercsik Mihály Korda-Kovács István Bp. Honvéd            | 3:17,7    | Újpesti Dózsa                                                       | 3:19,7    | Vasas                                             | 3:20,4    |
| 4 × 800 m                            | Mácsár József Korda-Kovács István Rózsavölgyi István Iharos Sándor Bp. Honvéd           | 7:39,2    | Vasas                                                               | 7:46,4    | Pécsi VSK                                         | 7:53,3    |
| 4 × 1500 m                           | Sovák János Mácsár József Iharos Sándor Rózsavölgyi István Bp. Honvéd                   | 15:42,8   | Újpesti Dózsa                                                       | 15:53     | MAFC                                              | 16:03     |
| 110 m gát                            | Retezár Imre Újpesti Dózsa                                                              | 14,9      | Turóczi Árpád Bp. Honvéd                                            | 14,9      | Nagykardos József Csepel SC                       | 15,2      |
| 200 m gát                            | Retezár Imre Újpesti Dózsa                                                              | 24,4      | Munkácsi István Magyar Pamut                                        | 24,6      | Turóczi Árpád Bp. Honvéd                          | 25,1      |
| 400 m gát                            | Munkácsi István Magyar Pamut                                                            | 53,7      | Lippay Antal Pécsi VSK                                              | 53,8      | Botár Attila Újpesti Dózsa                        | 53,9      |
| 3000 m akadály                       | Varga Gyula Újpesti Dózsa                                                               | 8:54,4    | Jeszenszky László MTK                                               | 8:55,6    | Bárkányi István Szegedi VSE                       | 8:59,2    |
| 20 km gyaloglás augusztus 2.         | Balajcza Tibor Újpesti Dózsa                                                            | 1:34:07,8 | Havasi István Vasas                                                 | 1:36:27,2 | Sorger Sándor Vasas                               | 1:41:54,2 |
| 50 km gyaloglás augusztus 23.        | Havasi István Vasas                                                                     | 4:36:47,6 | Szabó Géza Előre                                                    | 5:00:57,2 | Dinesz Béla Csepel SC                             | 5:08:05,6 |
| magasugrás                           | Kisgergely Jenő BEAC                                                                    | 194 cm    | Medovárszky Gyulai MEDOSZ                                           | 191 cm    | Bodó Árpád Csepel SC                              | 191 cm    |
| távolugrás                           | Földessy Ödön Újpesti Dózsa                                                             | 744 cm    | Mihályfi Magyar Pamut                                               | 726 cm    | Horváth János Újpesti Dózsa                       | 704 cm    |
| hármasugrás                          | Németh Róbert Újpesti Dózsa                                                             | 15,37 m   | Czapalai Gyula TFSE                                                 | 14,84 m   | Kercsik Újpesti Dózsa                             | 14,45 m   |
| rúdugrás                             | Horváth János Újpesti Dózsa                                                             | 430 cm    | Török István BEAC                                                   | 420 cm    | Miskei János Bp. Honvéd                           | 410 cm    |
| súlylökés                            | Varjú Vilmos KÖZÉRT                                                                     | 17,45 m   | Nagy Zsigmond TFSE                                                  | 16,11 m   | Mihályfi János Bajai Építők                       | 15,64 m   |
| diszkoszvetés                        | Szécsényi József Bp. Honvéd                                                             | 55,55 m   | Klics Ferenc Vasas                                                  | 52,85 m   | Lévai Károly Bp. Honvéd                           | 51,52 m   |
| gerelyhajítás                        | Kulcsár Gergely Bp. Építők                                                              | 73,98 m   | Lukács János PVSK                                                   | 69,53 m   | Barabás György Vasas                              | 68,24 m   |
| kalapácsvetés                        | Zsivótzky Gyula Újpesti Dózsa                                                           | 64,14 m   | Csermák József Tapolca                                              | 62,72 m   | Trényi Imre Szegedi VSE                           | 59,42 m   |
| tízpróba október 3–4.                | Hubai Gyula Bp. Honvéd                                                                  | 6165      | Horváth János Újpesti Dózsa                                         | 6147      | Józsa Bálint Bp. Honvéd                           | 5695      |
| maraton szeptember 5.                | Dobronyi József Előre                                                                   | 2:31:51,4 | Simon II István Újpesti Dózsa                                       | 2:39:18   | Rusovszky Gyula Testvériség                       | 2:40:05,8 |
| mezei futás április 12.              | Kovács József MTK                                                                       | 30:46,2   | Jeszenszky László MTK                                               | 31:06,6   | Uzsoki János Csepel SC                            | 31:15,8   |
| kis mezei futás (4 km) április 12.   | Iharos Sándor Bp. Honvéd                                                                | 11:29,2   | Kovács Lajos Újpesti Dózsa                                          | 11:34,2   | Rózsavölgyi István Bp. Honvéd                     | 11:41,2   |
| csapat 5000 m október 25.            | Iharos Sándor Rózsavölgyi István Horváth Miklós Sovák János Bp. Honvéd                  | 37        | MAFC A                                                              | 61        | MTK                                               | 66        |
| csapat 20 km gyaloglás augusztus 2.  | Havasi István Sorger Sándor Maurer György Vasas SC                                      | 18        | Deák Ferenc Postás                                                  | 30        | Előre                                             | 38        |
| csapat 50 km gyaloglás augusztus 23. | Szabó Géza Tesch Ferenc Briss Félix Előre SC                                            | 15        | Stefanik Pál Deák Ferenc Postás                                     | 26        | Bp. Vörös Meteor                                  | 42        |
| csapat maraton szeptember 5.         | Huszár János Radnai József Novák András Békéscsabai MÁV                                 | 29        | Dobronyi József Szabó Géza Briss Félix Előre                        | 30        | Simon II István Kiss Gy Kiss József Újpesti Dózsa | 35        |
| csapat magasugrás október 25.        | Noszály Sándor Fülöp Jenő Hemela János Takács Ferenc Hubai Gyula Bp. Honvéd             | 181,2 cm  | Hemela György Vasas                                                 | 175,6 cm  | Csepel SC                                         | 172,8 cm  |
| csapat távolugrás szeptember 26.     | Földessy Ödön Horváth János Németh Róbert Mihályi György Kercsik Iván Újpesti Dózsa     | 678,6 cm  | Kalocsai Henrik Bp. Honvéd                                          | 653,4 cm  | Vasas                                             | 641,0 cm  |
| Csapat rúdugrás szeptember 26.       | Csaba András Kismartoni Károly Csányi Zoltán Gaász Tibor Egressy András Vasas SC        | 368 cm    | Miskei János Bp. Honvéd                                             | 366 cm    | Horváth János Újpesti Dózsa                       | 348 cm    |
| csapat hármasugrás október 25.       | Bolyki István Kalocsai Henrik Takács Ferenc Viktor Zoltán Maris István Bp. Honvéd       | 13,50 m   | Németh Róbert Újpesti Dózsa                                         | 13,48 m   | Kovács László BEAC                                | 13,23 m   |
| csapat súlylökés szeptember 26.      | Kövesdi Ferenc Zsivótzky Gyula Héra Attila Debreceni Jenő Krasznai Sándor Újpesti Dózsa | 13,79 m   | Szécsényi József Bp. Honvéd                                         | 13,66 m   | Vasas                                             | 12,85 m   |
| csapat diszkoszvetés október 25.     | Szécsényi József Lévai Károly Józsa Bálint Noszály Sándor Fülöp Jenő Bp. Honvéd         | 44,67 m   | Klics Ferenc Saskői Alfonz Petróczi Vasas                           | 44,62 m   | Kövesdi Ferenc Zsivótzky Gyula Újpesti Dózsa      | 43,36 m   |
| csapat kalapácsvetés október 25.     | Mecseki Attila Németh Imre Ispán Barna Ádám Antal Borbély Elek Vasas SC                 | 48,56 m   | Trényi Imre Szegedi VSE                                             | 47,41 m   | Zsivótzky Gyula Újpesti Dózsa                     | 45,28 m   |
| csapat gerelyhajítás szeptember 26.  | Petővári Attila Barabás György Szabados János Szakasits György Nyerges István Vasas SC  | 60,92 m   | MAFC                                                                | 52,99 m   | MTK                                               | 52,63     |
| csapat mezei futás április 12.       | Kovács József Jeszenszky László Molnár Sándor MTK                                       | 8         | Sütő Markó Sándor Krajcsovics József Vasas                          | 33        | Uzsoki János Csicsmics György Csepel SC           | 36        |
| csapat kis mezei futás április 12.   | Iharos Sándor Rózsavölgyi István Sovák János Kovács István Mácsár József Bp. Honvéd SE  | 49        | Kovács Lajos Szentgáli Lajos Varga Gyula Dunai Károly Újpesti Dózsa | 49        | MAFC                                              | 55        |

### Nők
| Versenyszám                         | Arany                                                                                 | Arany    | Ezüst                                         | Ezüst    | Bronz                                  | Bronz   |
| ----------------------------------- | ------------------------------------------------------------------------------------- | -------- | --------------------------------------------- | -------- | -------------------------------------- | ------- |
| 100 m                               | Munkácsi Antónia Magyar Pamut                                                         | 11,9     | Bata Teréz Bp. Vörös Meteor                   | 12,0     | Heldt Erzsébet Újpesti Dózsa           | 12,0    |
| 200 m                               | Munkácsi Antónia Magyar Pamut                                                         | 24,5     | Such Ida BVSC                                 | 24,9     | Heldt Erzsébet Újpesti Dózsa           | 25,0    |
| 400 m                               | Németh Ida Újpesti Dózsa                                                              | 55,8     | Kazi Olga MAFC                                | 55,9     | Végh Postás                            | 58,0    |
| 800 m                               | Sasvári Gizella Nagykanizsai Bányász                                                  | 2:09,4   | Kazi Aranka BVSC                              | 2:10,6   | Kazi Olga MAFC                         | 2:11,7  |
| 4 × 100 m                           | Heldt Erzsébet Somogyi Nándorné Orbán Irén Németh Ida Újpesti Dózsa                   | 48,2     | MTK                                           | 49,6     | Magyar Pamut                           | 51,2    |
| 4 × 200 m                           | Heldt Erzsébet Somogyi Nándorné Orbán Irén Németh Ida Újpesti Dózsa                   | 1:43,4   | MTK                                           | 1:46,8   | Újpesti Dózsa B                        | 1:48,9  |
| 3 × 800 m                           | Eper Klára Wittinger Teréz Ughy Piroska Bp. Petőfi                                    | 7:07,5   | Vasas                                         | 7:17,4   | BVSC                                   | 7:25,8  |
| 80 m gát                            | Somogyi Nándorné Újpesti Dózsa                                                        | 11,4     | Németh Ida Újpesti Dózsa                      | 11,5     | Kovács Ilona Csepel SC                 | 11,7    |
| magasugrás                          | Németh Ida Újpesti Dózsa                                                              | 157 cm   | Keresztes Márta BEAC                          | 157 cm   | Beke Klára Vasas                       | 154 cm  |
| távolugrás                          | Somogyi Nándorné Újpesti Dózsa                                                        | 572 cm   | Weil Ádámné MTK                               | 571 cm   | Zondokiné Nagy I BVSC                  | 565 cm  |
| súlylökés                           | Bognár Judit MTK                                                                      | 14,50 m  | Mikus Judit Újpesti Dózsa                     | 13,87 m  | Kontsek Jolán Újpesti Dózsa            | 13,58 m |
| diszkoszvetés                       | Bognár Judit MTK                                                                      | 49,60 m  | Hegedűs Györgyi TFSE                          | 44,79 m  | Stugner Judit Újpesti Dózsa            | 44,64 m |
| gerelyhajítás                       | Balogh Anikó TFSE                                                                     | 48,68 m  | Antal Márta Vasas                             | 47,25 m  | Krebs Sándorné MTK                     | 46,91 m |
| ötpróba október 25.                 | Németh Ida Újpesti Dózsa                                                              | 4228     | Oó Erzsébet TFSE                              | 4186     | Somogyiné Újpesti Dózsa                | 4047    |
| mezei futás                         | Sasvári Gizella Nagykanizsai Bányász                                                  | 4:48,6   | Rőder Katalin Vasas                           | 4:50,2   | Bánsági Teréz Újpesti Dózsa            | 4:56,0  |
| csapat magasugrás szeptember 26.    | Németh Ida Somogyi Nándorné Gaál Katalin Villányi Júlia Haraszti Zsuzsa Újpesti Dózsa | 143,2 cm | Vasas                                         | 141,2 cm | Keresztes Márta BEAC                   | 139,8   |
| csapat távolugrás október 25.       | Németh Ida Somogyi Nándorné Heldt Erzsébet Villányi Márta Orbán Irén Újpesti Dózsa    | 517,2 cm | Kun Irén Rázga Zsuzsa Bács Judit Vasas        | 516,2 cm | Weilné MTK                             | 501 cm  |
| csapat súlylökés október 25.        | Mikuss Judit Kontsek Jolán Stugner Judit Miltényi Márta Villányi Júlia Újpesti Dózsa  | 11,55 m  | Miklós Dorottya Bp. Honvéd                    | 11,51 m  | Bognár Judit MTK                       | 10,81 m |
| csapat diszkoszvetés szeptember 26. | Kontsek Jolán Stugner Judit Mikuss Judit Sík Józsefné Villányi Júlia Újpesti Dózsa    | 37,88 m  | Bognár Judit Krebs Sándorné Serédi Zsuzsa MTK | 37,39 m  | Benkovits Teréz Horváth Anna Győri ETO | 35,50 m |
| csapat gerelyhajítás október 25.    | Krebs Sándorné Pallós Mária Simon Gabriella Ecsődi Éva Várkonyi Zsuzsa MTK            | 36,72 m  | Antal Márta Vasas                             | 34,85 m  | Miklós Judit Bp. Honvéd                | 32,06 m |
| csapat mezei futás                  | Kazi Aranka Turi Emilia Bácskai Anna BVSC                                             | 24       | Gáborné Debreceni Építők                      | 36       | Bánsági Teréz Újpesti Dózsa            | 37      |

### Magyar atlétikai csúcsok
- 4 × 1 mérföld 16:25.2 Vcs. Magyar férfi válogatott (Kovács Lajos, Szekeres Béla, Iharos Sándor, Rózsavölgyi István) Budapest 9. 29.
- diszkoszvetés 58.33 m Ecs. Szécsényi József Győr 6. 7.
- n. 60 m 7.4 ocs. Bata Teréz Bp. V. Meteor Budapest 8. 30.
- 100 m 10.4 ocsb. Kiss László Tatabányai Bányász Tatabánya 10. 4.
- n. 300 m 39.1 ocs. Munkácsi Antónia MPSC Budapest 8. 30.
- n. 500 m 1:15.5 ocs. Kazi Aranka BVSC Sopron 9. 20.
- 1500 m 3:39.3 ocs. Rózsavölgyi István Bp. Honvéd  Turku 8. 7.
- 1500 m 3:38.9 ocs. Rózsavölgyi István Bp. Honvéd Budapest 8. 12.
- n. 80 m gát 11.1 ocsb. Németh Ida Ú. Dózsa Budapest 6. 20.
- n. 80 m gát 11.1 ocsb. Somogyi Nándorné Ú. Dózsa Budapest 7. 26.
- n. 80 m gát 11.1 ocsb. Németh Ida Ú. Dózsa Budapest 7. 26.
- 15 km gyaloglás 1:09:21.0 ocs. Balajcza Tibor Ú. Dózsa Budapest 9. 7.
- 15 km gyaloglás 1:09:18.2 ocs. Balajcza Tibor Ú. Dózsa Budapest 10. 4.
- 20 km gyaloglás 1:34:07.8 ocs. Balajcza Tibor Ú. Dózsa Budapest 8. 2.
- 20 km gyaloglás 1:33:20.0 ocs. Balajcza Tibor Ú. Dózsa Budapest 10. 4.
- hármasugrás 15.41 m ocsb. Németh Róbert Ú. Dózsa Budapest 6. 7.
- hármasugrás 15.54 m ocs. Németh Róbert Ú. Dózsa Budapest 7. 20.
- rúdugrás 440 cm ocs. Horváth János Ú. Dózsa Budapest 5. 16.
- súlylökés 17.19 m ocs. Varjú Vilmos V.M. KÖZÉRT Budapest 5. 2.
- súlylökés 17.28 m ocs. Nagy Zsigmond TFSE Budapest 5. 30.
- súlylökés 17.37 m ocs. Varjú Vilmos V.M. KÖZÉRT Budapest 5. 30.
- súlylökés 17.58 m ocs. Varjú Vilmos V.M. KÖZÉRT Varsó 6. 14.
- súlylökés 18.16 m ocs. Nagy Zsigmond TFSE Budapest 6. 20.
- súlylökés 18.20 m ocs. Varjú Vilmos V.M. KÖZÉRT Ostrava 9. 13.
- diszkoszvetés 57.15 m ocs. Szécsényi József Bp. Honvéd Budapest 5. 24.
- diszkoszvetés 58.33 m ocs. Szécsényi József Bp. Honvéd Győr 6. 7.
- diszkoszvetés 58.96 m ocs. Szécsényi József Bp. Honvéd Budapest 9. 30.
- diszkoszvetés 59.03 m ocs. Szécsényi József Bp. Honvéd Budapest 10. 3.
- n. diszkoszvetés 49.60 m ocs. Bognár Judit MTK Budapest 8. 21.
- gerelyhajítás 78.54 m ocs. Kulcsár Gergely Bp. Építők Budapest 5. 23.
- kalapácsvetés 65.72 m ocs. Zsivótzky Gyula Ú. Dózsa Budapest 5. 31.
- n. ötpróba 4228 pont ocs. Németh Ida Ú. Dózsa Budapest 10. 24-25.
- tízpróba 6165 pont ocs. Hubai Gyula Bp. Honvéd Budapest 10. 3-4.
- n. 4 × 200 m 1:41.0 ocs. Újpesti Dózsa női váltó (Heldt Erzsébet, Somogyi Nándorné, Orbán Irén, Németh Ida) Budapest 6. 28.
- 4 × 400 m 3:09.3 ocs. Magyar férfi válogatott (Majercsik Mihály, Pangert László, Csutorás Csaba, Korda István) Ostrava 9. 13.